# Kim Hong-mo
김홍모
Dans ce nom coréen, le nom de famille, Kim, précède le nom personnel.
Kim Hong-mo (coréen : 김홍모) est un manhwaga né le 1er avril 1971 en Corée du Sud. Il est à la fois scénariste et illustrateur.

## Biographie
Kim Hong-mo a fait sa scolarité à l'école primaire et au collège de Jeongok (dans le district de Yeoncheon). Il entre ensuite au lycée des Arts Gaewon et enfin à l'université Hongik section « peinture orientale » à Séoul. En 2003, il commence la publication d'une chronique publiée sur le site internet du journal sud-coréen Hankyoreh intitulée Coup de poing sur l'actualité. L'année suivante, il publie son premier manhwa, Protège ma Terre. Il publie en 2007 La Vie des gosses sur le thème de l'enfance, traduit en français par Kana. Son manhwa L'Armée de la résistance décrit le monde tel qu'il aurait été si le Japon avait remporté la Seconde Guerre mondiale.
Kim participe au mouvement de lutte contre la dictature militaire dans les années 1980-1990. En 1997, proche des communistes, il est arrêté pour ses actions politiques et condamné à 4 ans de prison. Kim Dae-jung est élu président en décembre 1997, le premier président élu qui n'est pas lié à l'ancienne dictature. En 1998, Kim Hong-mo est libéré.

## Œuvres
- 2004-2005 : Protège ma Terre (dont les chapitres Robot taekwon V et La lycéenne So-hee sont prépubliés dans les magazines OhmyNews et Newstoon)
- 2007 : La Vie des gosses (소년탐구생활), one shot (GCK Book) ; traduit par Keum Suk Gendry-Kim et Loïc Gendry, Kana, 2008  (ISBN 978-2-505-00339-7)
- 2007 : L'Armée de la résistance, 2 volumes (Chungnyunsa, Kana)